# Hermann Barckhusen
Hermann Barckhusen (* um 1460 in Warburg; † 1528 oder 1529 in Rostock) war ein deutscher Verleger, Buchdrucker, Jurist und Notar. Auch bekannt ist er unter den Namen Hermann Barkhusen, Petri von Wertburg und Hermann von Emden.

## Leben
Von Barckhusen ist wenig genau bekannt. Möglicherweise schrieb er sich im Mai 1480 zum Studium an der Universität Rostock ein. Man weiß, dass er 1503 Notar der Paderborner Diözese gewesen war und wenigstens bis 1526 Stadtsekretär in Rostock. Dort besaß er außerdem eine Druckerei, welche später Ludwig Dietz übernahm.

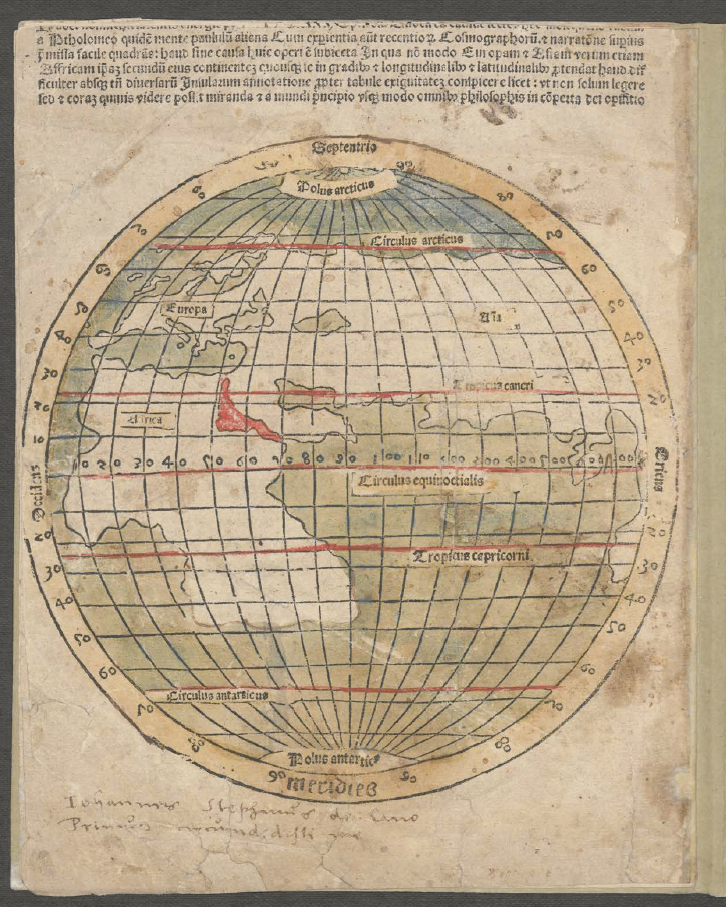
Weltkarte (1505)

Die Druckerei druckte 1505 den Bericht Amerigo Vespuccis über seine Entdeckungsfahrt über den Atlantik Epistola Albericij De novo mundo. Ein Exemplar konnte 2019 mit Hilfe der Kulturstiftung der Länder für die Universitätsbibliothek Rostock erworben werden. Im Juli 2020 teilte die Universität mit, dass nach Erkenntnissen von Gyula Pápay die darin enthalten Weltkarte wahrscheinlich die einzige sei, „die am vollständigsten eine Karte von Vespucci zumindest als Kopie für die Nachwelt bewahrt hat“.
1506 druckte Barckhusen Hinrich Bogers Etherlogicum. Barckhusen übersetzte einige der von ihm verlegten Schriften selbst in das Niederdeutsche, so beispielsweise eine „Bamberger Halsgerichtsordnung“ und ein „Lübisches Recht“. Nicht sicher ist, ob er außerdem der Herausgeber und Bearbeiter der ersten, 1498 in Lübeck bei Hans van Ghetelen erschienenen, niederdeutschen Ausgabe des „Reynke de vos“ ist.